# سكوت أبوت (كاتب سيناريو)
سكوت أبوت (بالإنجليزية: Scott Abbott)‏ (30 أغسطس 1962)؛ كاتب سيناريو وروائي أمريكي.

## روابط خارجية
- سكوت أبوت على موقع IMDb (الإنجليزية)
- سكوت أبوت على موقع ألو سيني (الفرنسية)
- سكوت أبوت على موقع أول موفي (الإنجليزية)
- سكوت أبوت على موقع قاعدة بيانات الأفلام السويدية (السويدية)
- سكوت أبوت على موقع قاعدة بيانات الفيلم (الإنجليزية)
- سكوت أبوت على موقع كينوبويسك (الروسية)